# Carl Van Doren
Carl Clinton Van Doren (Hope, 10 settembre 1885 – Torrington, 18 luglio 1950) è stato uno scrittore e critico letterario statunitense, vincitore del premio Pulitzer nel 1939 per il libro biografico su Benjamin Franklin. Era fratello di Mark Van Doren e zio di Charles Van Doren.

## Biografia
Figlio di un medico di campagna crebbe nella fattoria di famiglia.  Conseguì un bachelor in arti all'University of Illinois nel 1907 e un dottorato presso la Columbia University nel 1911 dove insegnò poi fino al 1930. Fu sostenitore del federalismo mondiale. Nel 1939 vinse il Premio Pulitzer per la sua biografia su Benjamin Franklin.
Il suo studio The American Novel, pubblicato nel 1921, è generalmente accreditato di aver contribuito a ristabilire la patente di letterato di prim'ordine a Herman Melville.
Dal 1912 al 1935 fu marito di Irita Bradford, editore del New York Herald Tribune. Dopo il divorzio sposò Jean Wright Gorman nel 1939, dalla quale divorziò nel 1945.
Un edificio dell'University of Illinois è stato intestato a Carl Clinton Van Doren.